# Stoelmanstraat
De Stoelmanstraat is een straat in het centrum van Paramaribo tussen de Zwartenhovenbrugstraat en de s-bocht in de Gongrijpstraat.

## Naamgeving
Stoelman verwijst naar Philip Samuel Stoelman. Hij was een bevelhebber van de Redi Musu, ook wel Korps Zwarte Jagers. Deze troepen waren door Jan Nepveu in 1772  gekochte slaafgemaakten die een semi-militaire status kregen in het expeditieleger tijdens de Boni-oorlog (1765-1793).

## Bouwwerken
De straat begint als verlengde van de Zwartenhovenbrugstraat, tussen METS en Disco Amigo, en loopt via een kruising met de Henck Arronstraat uit op de s-bocht in de Gongrijpstraat.
Aan de straat ligt onder meer een kinderdagverblijf van Weid Mijn Lammeren van Gloria Lie Kwie Sjoe. Ook bevinden zich er enkele kantoren.

### Monumenten
De volgende panden in de Stoelmanstraat staan op de monumentenlijst:
| Omschrijving | Bouwjaar | Adres             | Coördinaten                  | Objectnummer? | Afbeelding                    |
| ------------ | -------- | ----------------- | ---------------------------- | ------------- | ----------------------------- |
| woonhuis     |          | Stoelmanstraat 27 | 5° 49' 56" NB, 55° 9' 31" WL | CPO 069       | Meer afbeeldingen Upload foto |
| woonhuis     |          | Stoelmanstraat 40 | 5° 49' 56" NB, 55° 9' 31" WL | CPO 070       | Meer afbeeldingen Upload foto |
| woonhuis     |          | Stoelmanstraat 44 | 5° 49' 56" NB, 55° 9' 31" WL | CPO 071       | Meer afbeeldingen Upload foto |